# Pedrún de Torío
Pedrún de Torío es una localidad española, perteneciente al municipio de Garrafe de Torío, en la provincia de León y la comarca de Tierra de León, en la Comunidad Autónoma de Castilla y León.
Situado en la margen izquierda del Río Torío.
Los terrenos de Pedrún de Torío limitan con los de Pardavé al norte, Robles de la Valcueva, La Valcueva-Palazuelo, Aviados, Campohermoso y La Vecilla al noreste, La Candana de Curueño, Sopeña de Curueño, Pardesivil y La Mata de Curueño al este, Santa Colomba de Curueño y Gallegos de Curueño al sureste, Manzaneda de Torío al sur, Fontanos de Torío y Cascantes de Alba al suroeste, La Robla al oeste y Brugos de Fenar, Rabanal de Fenar, Candanedo de Fenar, Solana de Fenar y Robledo de Fenar al noroeste.
Cuenta con conexión ferroviaria mediante la estación de perteneciente a la empresa estatal FEVE, que mantiene un servicio de cercanías en esta línea lo que le permite disponer de hasta 23 conexiones diarias con la capital, así como conexiones con otras poblaciones importantes de la montaña leonesa, como Matallana de Torío, Cistierna, La Vecilla. Además dispone de servicio de trenes regionales que la conectan con Bilbao y Guardo.
Perteneció a la antigua Jurisdicción del Abadengo de Torío. Históricamente se le conoce también como Villa Petronio.
Dispone de varios elementos monumentales: la iglesia, el palomar, el lavadero público y las antiguas escuelas.

## Heráldica
Los apellidos más comunes entre los habitantes de la población son Bandera, Rodríguez, García, González, Flecha, Díez y de la Riva.